# Mohammed Nasser
Mohammad Hamadi Nasser Shakroun (en árabe: محمد ناصر‎; nacido en Basora, Irak, 12 de abril de 1984) es un exfutbolista internacional iraquí que jugaba de delantero.

## Biografía
Mohammed Nasser, que actúa de delantero por la banda derecha, empezó su carrera futbolística en 2001, jugando para el Arbil FC.
En la temporada 2004-05 ficha por el Al-Talaba. Al año siguiente se marcha a Catar, donde se une al Al-Khor Sports Club.
En 2006 emigra a Chipre, para incorporarse al Apollon Limassol a mitad de temporada. El equipo chipriota tuvo que realizar un desembolso económico de 250000 euros para poder hacerse con sus servicios. Mohammed Nasser ayudó al equipo a proclamarse campeón de Liga al final de temporada. En verano participó en la Liga de Campeones de la UEFA 2006-07, aunque su equipo no logró pasar de la ronda previa de clasificación.
En 2007 Mohammed Nasser llega a Irán. Allí juega durante una temporada en el Bargh Shiraz, y al año siguiente firma un contrato con su actual club, el Esteghlal Ahvaz.

## Selección nacional
Ha sido internacional con la Selección de fútbol de Irak en 19 ocasiones. Su debut con la camiseta nacional se produjo en 2004.
Con su selección ganó la Copa Asiática 2007, torneo en el que disputó dos encuentros.

## Clubes
| Club                          | País   | Año         |
| ----------------------------- | ------ | ----------- |
| Arbil FC                      | Irak   | 2001 - 2003 |
| Al-Talaba                     | Irak   | 2004 - 2005 |
| Al-Khor Sports Club           | Catar  | 2005 - 2006 |
| Apollon Limassol              | Chipre | 2006 - 2007 |
| Bargh Shiraz Football Club    | Irán   | 2007 - 2008 |
| Esteghlal Ahvaz Football Club | Irán   | 2008 - 2009 |
| Shahin Bushehr                | Irán   | 2009 - 2010 |
| Al-Minaa SC                   | Irak   | 2010 - 2012 |
| Naft Al-Janoob                | Irak   | 2012 - 2013 |

## Títulos
- 1 Liga de Chipre (Apollon Limassol, 2006)
- 1 Copa Asiática (Selección iraquí, 2007)